# ティーゾ・タッチダウン
アーロン・ラシェーン・トーマス（Aaron Lashane Thomas、1992年10月31日 - ）は、ティーゾ・タッチダウン（Teezo Touchdown）のステージネームで知られるアメリカ合衆国のラッパー、歌手、ソングライター、音楽プロデューサーである。

## 生い立ち
アーロン・トーマスことティーゾ・タッチダウンはテキサス州ボーモントで、DJとして働く父親のもとに生まれた。父親の職業柄、幼少期から様々なジャンルの音楽に囲まれて育った。その結果、ジューダス・プリースト、プリンス、クラフトワーク、マーヴィン・ゲイなど幅広いアーティストを聴いて育った。少年時代を通じて、父親の機材を使ってDJや音楽制作を学んだ。

## キャリア

### 2010年–2019年：キャリアの始まり
テキサス州ボーモントの高校在学中、ティーゾはAyeTee、TeeKnow、そして後にTeezo Suaveという名前でYouTubeに音楽をアップロードし始めた。彼は高校で初期のミュージックビデオを撮影したが、ほとんど注目されず、地元のラッパーのために曲をプロデュースしていた。
2016年にステージネームをティーゾ・タッチダウンに変更した。この頃、彼は音楽集団CVKE Supplyとコラボレーションを始め、2017年には彼の楽曲「Professional」（Sammi Automaticプロデュース）と「It Depends」（Chase Raccsプロデュース）のミュージックビデオをYouTubeにアップロードした。2018年には、『The Example』と『Cover Boy』と題された2つのミックステープをリリースした。
2019年2月、プロデューサーのCoopと共に楽曲「100 Drums」をリリース。この曲は『NME』誌によって、「故郷の銃暴力について歌ったラップソングで、パニック!アット・ザ・ディスコのブレイクしたエモ・ポップアンセム『アイ・ライト・シンズ・ノット・トラジェディーズ』に乗せている」と評された。『Pitchfork』はこの曲について、「ラッパーたちはいつになったら、2000年代で最も人気のある曲の一つを好むことが、彼らが思うほど『変わっている』わけではないと理解するのだろうか？」と意見を述べた。このビデオはソーシャルメディアで注目を集め、チャンス・ザ・ラッパーやトリッピー・レッドからの支持を得ることにつながった。2019年11月、再びCoopとコラボレーションし、楽曲「Slice」をリリースした。

### 2020年–現在：バイラルヒット、ツアー、ファッション
2020年7月、ティーゾは「Strong Friend」、「Careful」、そしてFred Flippstoneをフィーチャーした「Sucka」の3つのシングルをリリースした。「Sucka」について、『Pitchfork』は「プロダクションのセンス、軽快なフロウの切り替え、あるいは、まあ、才能に欠けている」と述べた。各曲はティーゾが監督したミュージックビデオと共にリリースされた。2020年10月、シングル「Rooting For You」と、Thomas Lopezをフィーチャーした「Bad Enough」をミュージックビデオと共にリリースした。2020年11月、シングル「Social Cues」をミュージックビデオと共にリリースした。
2021年2月、シングル「Technically」をミュージックビデオと共にリリースし、フージーの楽曲「Single AF」のミュージックビデオにゲスト出演した。2021年6月、タイラー・ザ・クリエイターの楽曲「RunItUp」にフィーチャーされたが、『Pitchfork』はこれを「記憶に残らない」と評した。同月、「Coverboy2」と題されたビデオで一連の楽曲カバーをリリースした。このビデオは2018年のミックステープ『Cover Boy』の続編として機能し、『Replica Man Magazine』とのインタビューも含まれていた。同誌の表紙撮影でバレンシアガを着用した。
2021年7月、ケニー・ビーツのYouTubeシリーズ「The Cave」に出演し、2人で制作したインストゥルメンタルに乗せてフリースタイルを披露した。また、シングル「Mid」をリリースし、シングルのプロモーションとしてソーシャルメディアで「Rid the Mid」キャンペーンを開始した。このキャンペーンは、架空の都市「ミッドビル」の市長に立候補し、当選した場合に何をするかを詳述する一連のInstagramスキットで構成されていた。政策には、他人のライターを盗むことを違法にすることや、理容師が客の生え際を後退させることを違法にすることなどが含まれていた。
2021年9月、マーク・ジェイコブスの「Heaven」コレクションのモデルを務め、モンクレールとアリクスの「Mondo Genius」イベントで自身の楽曲「I'm Just A Fan」を披露した。2021年10月、彼はテルファーの「Bag Security Program III」のコマーシャルに出演した。
2022年2月10日、タイラー・ザ・クリエイター、ヴィンス・ステイプルズ、カリ・ウチスと共に、タイラーのアルバム『CALL ME IF YOU GET LOST』のリリースをサポートするための「CALL ME IF YOU GET LOST」ツアーにアメリカで参加し、同アルバムの楽曲「RunItUp」にも参加した。また、プロデューサーのケニー・ビーツと共にシングル「Handyman」をリリースした。2021年3月6日、ウェブシリーズ『Watch Your Step』が、アメリカのファッションレーベルであるテルファーが制作したオンラインストリーミングプラットフォーム「Telfar TV」で初公開された。このシリーズは、テルファー製品を宣伝するスケッチコメディの短編で構成されている。
2023年1月、リル・ヨッティのアルバム『Let's Start Here.』のトラック「The Ride」にクレジットなしでフィーチャーされた。
2023年7月、トラヴィス・スコットの4枚目のアルバム『UTOPIA』にフィーチャーされ3曲目の「MODERN JAM」に登場した。アルバムの多くのゲストアーティストと共に、スコットのデビュー映画『Circus Maximus』にも出演し、この曲はいくつかの異なるシーンで再生された。
2023年9月8日、デビューアルバム『How Do You Sleep At Night?』をリリースし、ジャネール・モネイ、フージー、Isaiah Ruskがゲスト参加した。
2023年10月、ドレイクのアルバム『For All The Dogs』のトラック「Amen」、「7969 Santa」、「BBL Love (Interlude)」にフィーチャーされたが、フィーチャークレジットは前者のみであった。
2024年5月、ドージャ・キャットのアルバム『Scarlet 2: CLAUDE』のトラック「MASC」にフィーチャーされた。
2024年10月、タイラー・ザ・クリエイターのアルバム『CHROMAKOPIA』の楽曲「Darling, I」にフィーチャーされた。
第15回ハリウッド・ミュージック・イン・メディア・アワードにミュージックビデオ「None of Your Business」でノミネートされた。

## 音楽性

### 影響
ティーゾは80年代のアイコンや、ザ・スミス、リック・ジェームス、フューチャー、フランク・オーシャン、リル・ジョン、プリンスといった2010年代のラッパーやR&Bシンガーに影響を受けている。彼は『Pigeons & Planes』に「僕にとってそれらのアーティストは参考資料なんだ」と語っている。

### 音楽スタイル
ティーゾの音楽は様々なジャンルから影響を受けている。『Dazed』はティーゾを「...愉快なほど奇妙で、ジャンルを超越した謎の存在。ヒップホップ、オートチューン、ラジオポップ、カントリーミュージック、トラップビート、エモパンク、アコースティックアルペジオ、そして彼の脳内にあるその他すべてを、汗をかくことなく、伝染性があり消化しやすい3分間の耳に残る曲に組み合わせる」と評している。ティーゾは現在、その多作なフィーチャリングで知られており、トラックの人気を大幅に押し上げることが多い。
自身の音楽スタイルについて、ティーゾは「サウンドを追いかけることは決してない。それはただの風刺になってしまうからだ。サウンドをコピーしようとするのではなく、これらの音楽が何を表現しているのかを見ている。なぜロックはスタジアムを席巻するのか、どうしてラップはクラブを盛り上げるのか、ポップはどうしてチャートを席巻するのか。まだそのすべてを解明している途中だけど、ロックのエネルギーは常に僕の音楽にある。ギター主導ではないかもしれないけど、ロックの激しさと切迫感はそこにある」と語っている。
Apple Musicのゼイン・ロウとのインタビューで、ティーゾは自身のスタイルをロック、R&B、ブーン・バップのプロダクションを融合させたもので、「ロック＆ブーム」と名付けた、3つのジャンルの派生的なサブジャンルだと説明している。「...僕が作り上げているサウンドは『ロック＆ブーム』と呼ばれている。ロックの激しさを持つR&Bで、R&Bのトップラインがある。ブームはもちろんブーン・バップのためで、ブーン・バップの作詞術だ。808が世界を揺るがすから、それもブームだ」。

## ディスコグラフィ

### スタジオ・アルバム
- 『How Do You Sleep At Night?』（2023）